# LAMENT〜やがて喜びを〜
「LAMENT〜やがて喜びを〜」（ラメント やがてよろこびを）は、結城アイラの7作目のシングル。2010年7月21日にLantisから発売された。

## 解説
前作「Dominant space」から5ヶ月半ぶりのリリースとなる2010年2作目のシングル。表題曲はテレビアニメ『伝説の勇者の伝説』のオープニングテーマに起用された。ジャケットにはライナ・リュート、フェリス・エリス、シオン・アスタールがプリントされている。

## 収録曲
1. LAMENT〜やがて喜びを〜 [4:30]
  - 作詞：畑亜貴、作曲・編曲：虹音
  - テレビアニメ『伝説の勇者の伝説』オープニングテーマ。
2. Reine (du) Lace [5:24]
  - 作詞：只野菜摘、作曲：TODA KOHEI、編曲：馬場一嘉
3. LAMENT〜やがて喜びを〜（INST）
  - 2011年度から『文化放送ライオンズナイター』のオープニングテーマに採用。[1]
4. Reine (du) Lace（INST）